# Moreuil

Moreuil este o comună în departamentul Somme, Franța. În 1 ianuarie 2022 avea o populație de 3.968 de locuitori.